# Gråhede
Gråhede, även Grathe Hede, är en hed i Danmark.   Den ligger i Silkeborgs kommun i Region Mittjylland, i den centrala delen av landet, 210 km väster om Köpenhamn.
På heden hölls Slaget på Grate hed år 1157.